# Altura (Castro Marim)
Altura ist eine Gemeinde (Freguesia) im portugiesischen Kreis (Concelho) von Castro Marim, an der Algarve. In ihr leben 2106 Einwohner (Stand 19. April 2021).

## Geschichte
Entsprechend der Geschichte des gesamten Kreises war auch Altura vorgeschichtliches Siedlungsgebiet, bevor es Teil der römischen Provinz Lusitania wurde. Nach dem Einfall germanischer Stämme im 5. Jahrhundert n. Chr. eroberten die Mauren im frühen 8. Jahrhundert das Gebiet. Im Verlauf der Reconquista eroberte Paio Peres Correia das Gebiet 1242, dem König D.Afonso III. im Jahr 1277 erstmals Stadtrechte gab.
Die heutige Gemeinde Altura wurde erst 1993 durch Abspaltung der Gemeinde von Castro Marim geschaffen.

## Verwaltung
Altura ist Sitz einer gleichnamigen Gemeinde (Freguesia), der kleinsten und jüngsten im Kreis Castro Marim. Folgende zwei Ortschaften bilden die Gemeinde:
- Altura
- Praia da Alagoa

## Wirtschaft
Die Gemeinde ist landwirtschaftlich geprägt. Insbesondere Weinbau und Getreideanbau, und hier besonders Weizen, Hafer und Gerste, sind die wichtigsten landwirtschaftlichen Produkte, aber auch Zitrusfrüchte und Olivenöl sind zu nennen. Es herrscht der Trockenfeldbau vor.
Der Fremdenverkehr, besonders am Strand Praia da Alagoa, hat in den letzten Jahrzehnten jedoch stark an Bedeutung gewonnen.